# Autoguidovia della Madonna della Guardia
L'autoguidovia della Madonna della Guardia era una peculiare tranvia che collegava San Quirico di Genova al Santuario di Nostra Signora della Guardia sul monte Figogna. L'impianto fu attivo fra il 1929 e il 1967.

## Storia

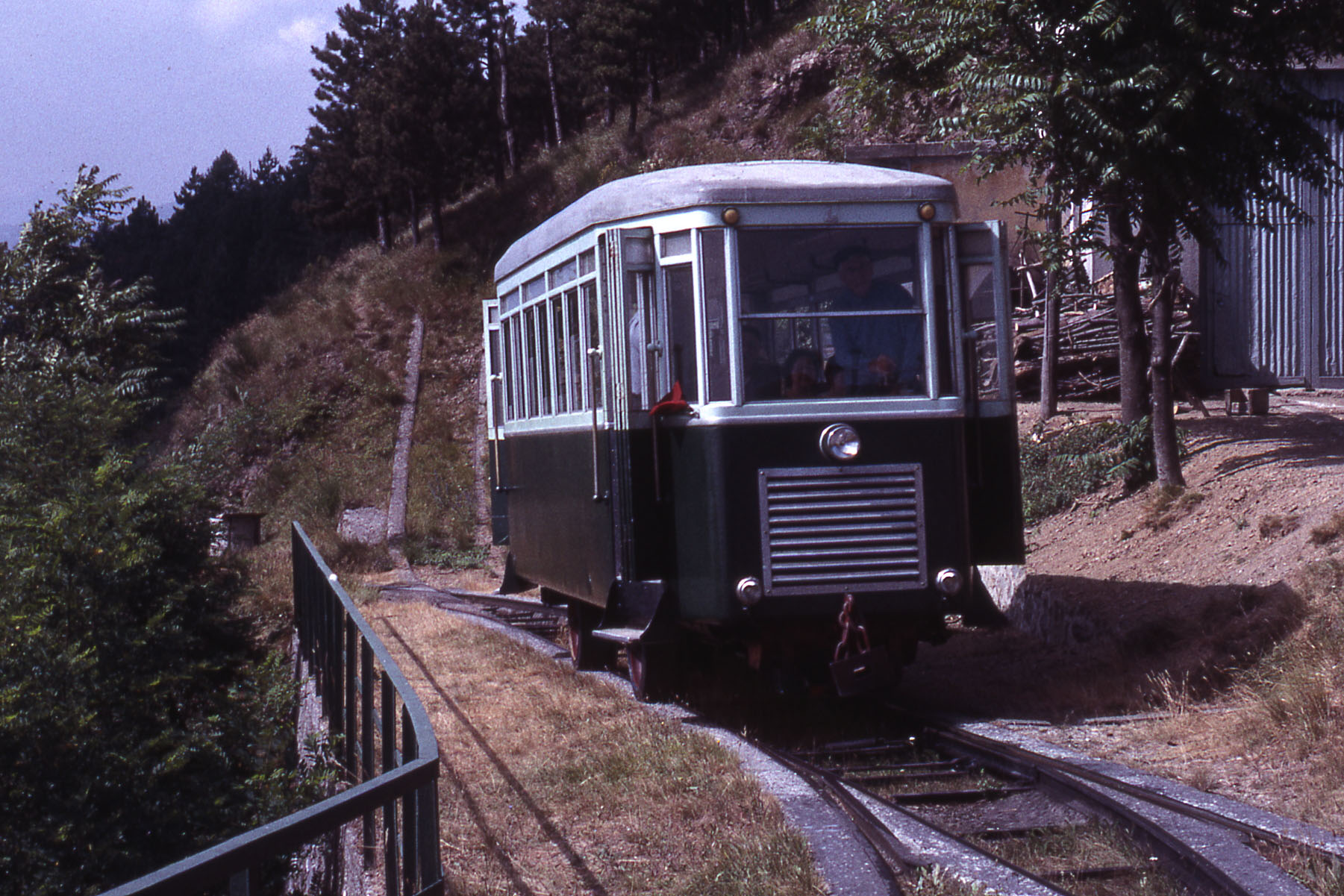
Vettura in sosta alla stazione superiore nel 1965

Il santuario di Nostra Signora della Guardia (Ceranesi) era meta di un flusso di pellegrini e turisti tale che già nella prima metà dell'Ottocento si pensò alla costruzione di una ferrovia a cremagliera; l'idea fu però abbandonata. Nel 1896 venne progettata una ferrovia a trazione elettrica che arrivò anche alla fase esecutiva tanto che nel 1900 iniziarono i lavori presto abbandonati per sopravvenuti problemi tecnici ed economici. Il successivo progetto di una funivia fece naufragio a causa dello scoppio della prima guerra mondiale.
Fu così che finita la guerra, negli anni venti, l'imprenditore piacentino Carlo Corazza in segno di devozione per grazia ricevuta prese l'iniziativa di collegare il fondovalle con la vetta del Monte Figogna con un mezzo meccanico dato che già da molti decenni si era sentita la necessità di migliorare le condizioni di trasporto dei numerosi pellegrini che al tempo erano costretti a raggiungere la meta a piedi o a dorso di mulo lungo i tortuosi sentieri esistenti.
Nel dicembre del 1924 nacque la Società Anonima Ferrovia Santuario della Guardia, che presentò un progetto basato su un nuovo sistema, definito autoguidovia, inventato dal piacentino Alberto Laviosa e che usava la trazione su gomma unendola alla guida su rotaia.
I lavori di costruzione iniziarono nel 1925 con la realizzazione di una prima tratta dalla frazione di Serro, nell'allora comune autonomo di San Quirico, fino alla località Cà Bianca nel comune di Ceranesi per una lunghezza di 8.861 metri con gli scambi per gli incroci siti nelle località di Riviera, Fontanassi, Gaiazza, Sareto, Panigone, Galleria e Piani.
La tratta venne inaugurata il 28 luglio 1929. Il collegamento completo venne portato a termine qualche anno dopo e inaugurato il 28 luglio 1934.
Il declino della linea cominciò già negli anni cinquanta, con la progressiva diffusione di automobili e corriere; la successiva realizzazione del nuovo collegamento stradale nel 1963 e l'integrazione del servizio con autobus a partire dal 1964 ne decretarono la crisi.
I costi di esercizio sempre maggiori della guidovia e la necessità di costosi lavori di ammodernamento proprio quando diminuivano i passeggeri determinarono il 31 ottobre 1967, data di scadenza della concessione, la definitiva cessazione del servizio.

## Caratteristiche
L'infrastruttura dell'autoguidovia era costituita da due cordoli (o "trottatoi") in calcestruzzo, larghi 25 cm, con delle rotaie che fungevano da guide (sistema Laviosa). Le automotrici erano dotate di ruote in gomma piena dotate di bordino come quello delle ruote ferroviarie: le gomme, che sopportavano il peso dei veicoli, rotolavano sui cordoli in calcestruzzo posti esternamente alle rotaie; le rotaie invece, a scartamento metrico, guidavano i veicoli grazie al normale bordino ferroviario. Giunti a termine corsa i rotabili, monodirezionali, venivano girati a mano su apposite piattaforme.
La linea, a binario unico, raggiungeva una lunghezza complessiva di 10.594 metri, con un dislivello di 704 metri ed una pendenza media del 66,5 per mille, massima dell'83 per mille. A scongiurare eventuali incidenti, prima della stazione Serro, a valle, era presente un tronchino di salvamento in salita, da impiegare nel caso si fosse verificata una rottura dei freni.
La guidovia non svolgeva soltanto il servizio di trasporto passeggeri, ma anche merci, trasportando paglia, sabbia e generi alimentari. Durante alcune festività l'impianto risultava attivo anche la notte. Durante l'Anno Santo del 1950 la guidovia fornì il suo massimo contributo trasportando un gran numero di pellegrini al Santuario del monte Figogna, mediante numerosi convogli speciali e trasportando quasi 100 persone per ciascuna motrice, con punte di 3000 persone al giorno durante i giorni festivi.

## Materiale rotabile

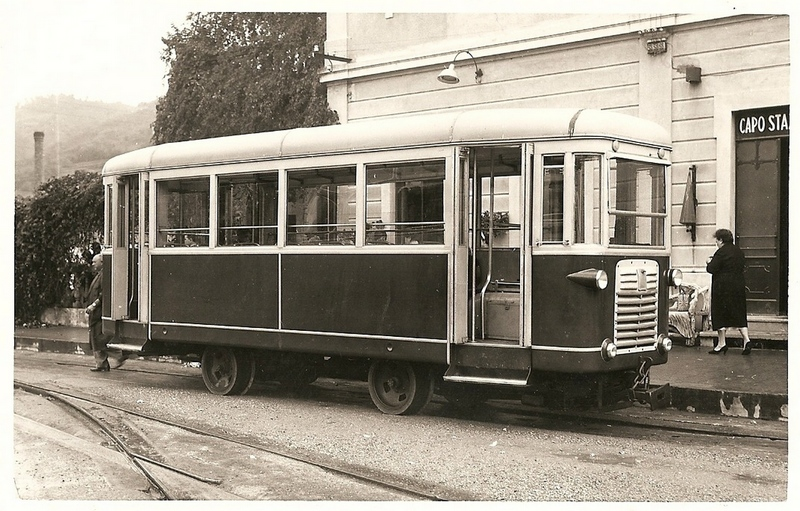
La vettura 11, realizzata in alluminio nel 1955

Dai censimenti ministeriali risulta attivo al 1929 un locomotore equipaggiato con un motore a scoppio e provvisto di una potenza di 59 kW, già impiegato durante la costruzione della linea (1925-1929) e utilizzato - una volta attivata - per la manutenzione della stessa, affiancato da due carri.
I convogli in regolare servizio di linea erano normalmente composti dalla sola automotrice, dotata di 18 posti a sedere (con sedili in legno) e di 40 posti in piedi; durante i periodi di maggiore affluenza potevano essere aggiunti i due rimorchi, provvisti di 40 posti a sedere ciascuno (con sedili in legno ribaltabili).
Le prime vetture erano in tela e metallo, di colore verde e con porte a soffietto. La vettura 11, ultima ad essere realizzata nel 1955, era invece in alluminio.
Fino al 1938 le automotrici si servivano di un motore a benzina, sostituito in seguito con i più economici motori diesel. Dopo la seconda guerra mondiale vennero invece installati i freni ad aria compressa della Westinghouse.
| Materiale rotabile | 1929      | 1936      | 1953                          | 1967                          |
| ------------------ | --------- | --------- | ----------------------------- | ----------------------------- |
| Locomotive         | 1 (59 kW) | -         | -                             | -                             |
| Automotrici        | 8 (59 kW) | 8 (59 kW) | 2 (55 kW) 6 (66 kW) 2 (88 kW) | 2 (55 kW) 7 (66 kW) 2 (88 kW) |
| Carrozze           | 2         | 2         | -                             | -                             |
| Carri              | 2         | 2         | 2                             | 2                             |

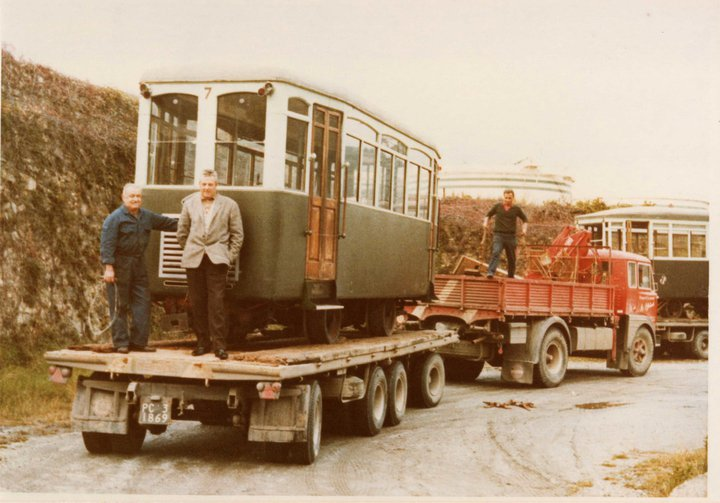
Il trasferimento delle vetture a Piacenza, dopo la chiusura dell'impianto (1967)

Alla dismissione degli impianti, nel 1967, diverse vetture vennero trasferite a Piacenza, il cui servizio di trasporto pubblico era in gestione dal 1954 alla società di Alberto Laviosa, Autoguidovie Italiane. Una di queste, la vettura 1, venne in seguito acquisita negli anni settanta dal Museo dei trasporti Ogliari di Ranco. Un'altra vettura, la 7, finì anch'essa a un museo, il Museo della Scienza e della Tecnica di Milano, dove rimase per diversi anni accantonata nel cortile, all'aperto, venendo in seguito demolita per via delle precarie condizioni in cui riversava, danneggiata dall'incuria e dagli agenti atmosferici.
A queste vanno inoltre aggiunte le rimanenti nove vetture, finite per lo più in mano a privati. La 4 venne trasformata in roulotte in un campeggio presso un lago lombardo; la 9 e la 10 (giardiniere) finirono invece a Roncaglia, frazione di Piacenza; la 11 venne invece acquisita da un privato di Travo, in Val Trebbia (PC), che ne fece uno studio d'arte. Delle altre vetture invece, di cui non si conosce con esattezza la matricola, se ne contano una ceduta in Germania, un'altra finita presso un privato di Casalpusterlengo e tre vendute finite in una discoteca nei pressi di Modena.

## Recupero del tracciato

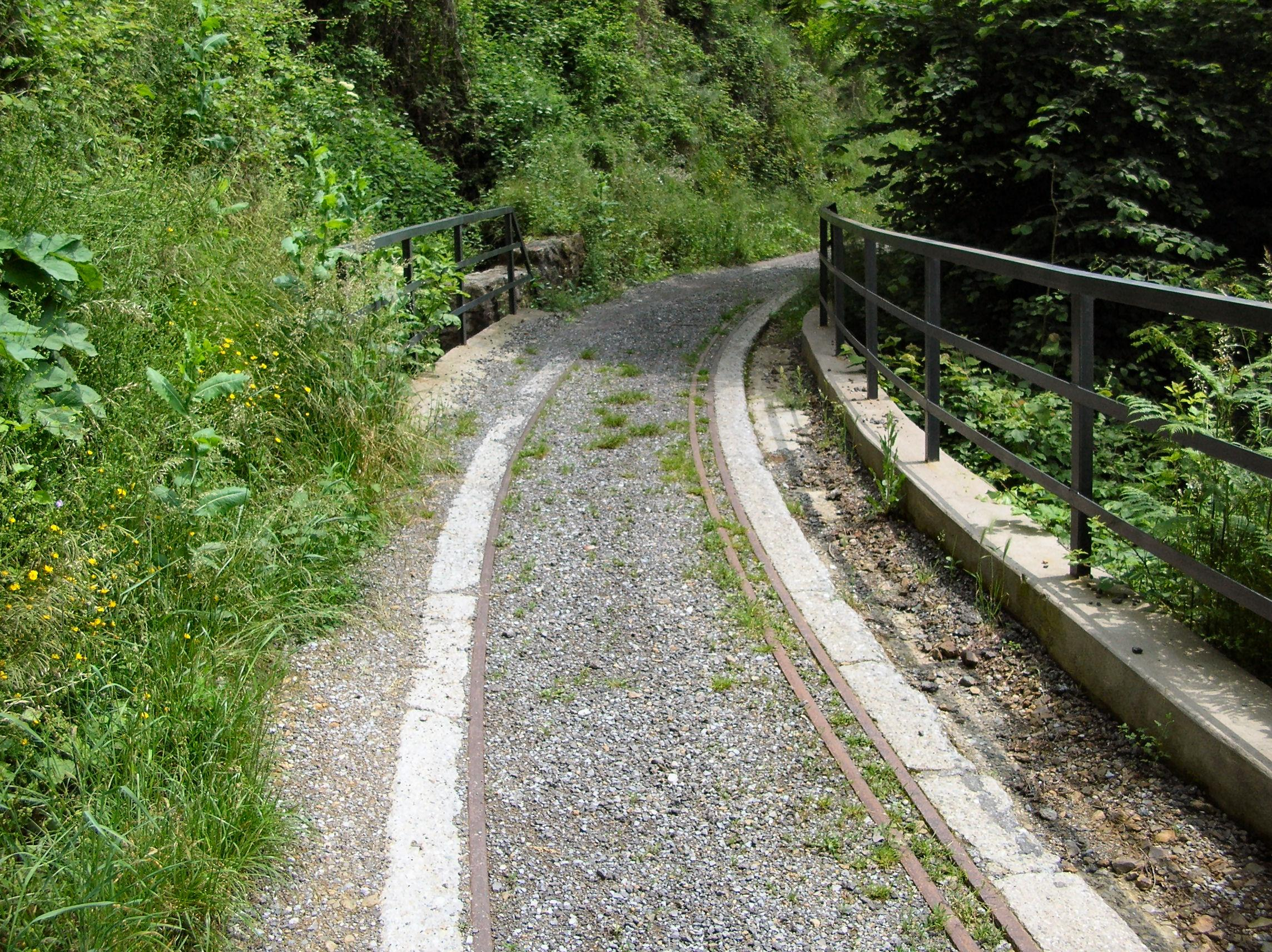
La tratta alta del percorso della vecchia guidovia, attrezzato come percorso escursionistico

Il tracciato basso della guidovia, nella parte iniziale che va dalla località Serro (nel quartiere di San Quirico, a Genova) a Gaiazza (nel comune di Ceranesi) è stato asfaltato e riutilizzato come strada locale di collegamento a cura del Consorzio ex Guidovia. In questa tratta, per quanto non siano più visibili i cordoli di cemento e le rotaie su cui procedeva la guidovia, sono sopravvissuti in alcuni punti i caratteristici muri di contenimento, in pietra, alcune delle originali ringhiere in ferro (laddove non sostituite da guard-rail) e alcuni piccoli ponti, in pietra, che scavalcano fossi e rivi. Sino al 2003 sopravvivevano inoltre a San Quirico sia il fabbricato viaggiatori della stazione che il vecchio deposito in cui venivano ricoverate le automotrici, poi demoliti.
Il tracciato alto della linea invece, a partire dalla frazione di Sareto (nel comune di Ceranesi) è rimasto sostanzialmente preservato, rimanendo completamente percorribile fino a poche decine di metri dalla Cappella dell'Apparizione, presso cui era posta la stazione di arrivo della guidovia. Nelle località di Panigone, Galleria e Piani si possono peraltro vedere gli scambi per gli incroci, due gallerie e un ponte in cemento armato, ancora in buono stato di conservazione.
Dopo numerose dichiarazioni e progetti per una ventilata ricostruzione dell'impianto, nel 2006 il comune di Ceranesi attuò un progetto di riqualificazione di tale tratta, con la ripulitura e la messa in sicurezza dei tratti esposti, trasformandola così in un percorso escursionistico e ciclabile. Al termine del percorso, nei pressi del luogo in cui sorgeva la stazione superiore, fu installato il simulacro di una delle automotrici - sezionato trasversalmente - all'interno del quale vennero esposti alcuni pannelli esplicativi sulla storia dell'impianto.

## Galleria d'immagini

Il locomotore di servizio
Il locomotore di servizio
La vettura 7 e i due carri
La vettura 11
Estratto di un opuscolo francese